# Setodes argentipunctellus
Setodes argentipunctellus là một loài Trichoptera trong họ Leptoceridae. Chúng phân bố ở miền Cổ bắc.